# Donji Mamberamo jezici
Donji Mamberamo jezici, malena jezična porodica papuanskih jezika s donjeg toka rijeke Mamberamo na indonezijskom dijelu otoka Nova Gvineja. Jedina dva jezika koja obuhvaća su warembori [wsa] sa 600 govornika (1998 SIL) i yoke [yki] 200 govornika (1998 Donohue).

## Vanjske poveznice
- Ethnologue (14th)
- Ethnologue (15th)